# Mariënburg (Soest)

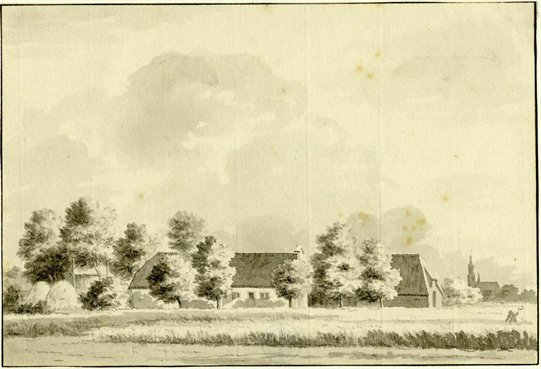
Mariënburg

Klooster Mariënburg stond aan de oostkant van de Oude Kerk in Soest, tussen de Eemstraat, Hooiweg en Peter van den Breemerweg. Het klooster maakte deel uit de orde van de Heilige Birgitta van Zweden. Een tweede Soester klooster was Mariënhof.
Het Mariaklooster werd tussen 1456 en 1458 gesticht door Jacob van Abcoude en Gaasbeek (1400-1459). In 1461 kreeg het convent door Hendrik van Zuylen van Nijevelt de acht morgen land toebedeeld. Het klooster bezat tevens rechten op de meentegronden van Soest.
Mariënburg werd opgezet als dubbelklooster. Mannen en vrouwen leefden hierin gescheiden, maar vormden naar buiten toe een eenheid. In 1486 wordt Yde Goyers genoemd als abdis, pater Herman Pots was toen ‘confessor-generaal’ van het klooster. 
Het klooster Mariënburg heeft maar kort bestaan. Bij een inval in het Sticht van Utrecht werden in 1543 vele dorpen geplunderd door de troepen van Maarten van Rossum. Ook het convent Mariënburg werd daarbij grotendeels vernield en in brand gestoken. Het klooster zou daarna niet meer tot bloei komen. In ieder geval was er na 1560 een lekenbroederschap voor begunstigers en andere buitenstaanders die door hun lidmaatschap deelden in de goede werken van het klooster. Mariënburg werd na de opkomst van het protestantisme verenigd met het Birgittenklooster Mariensterre uit Gouda. In 1586 liet het stadsbestuur een begin maken met de afbraak, waarbij de vrijgekomen bakstenen werden gebruikt voor versterking van de verdedigingswerken van de stad. Nadat de Staten van Utrecht in 1599 beslag op de goederen van het klooster had gelegd vertrokken de laatste Birgittijnen omstreeks 1610.

## Overblijfselen
In 1772 was het klooster nog een ruïne. In 1958 werden bij graafwerkzaamheden muurresten van het klooster aangetroffen. Hierbij konden de ligging en afmetingen van sommige afzonderlijke bouwdelen van het complex worden vastgesteld. De twee vleugels van het convent waren van elkaar gescheiden door de aan Maria gewijde kapel. De aangetroffen afvoer- of gangenstelsel moeten in de eerste helft van de vijftiende eeuw zijn aangelegd.
Boerderij 't Klooster en de familienamen Van 't Klooster en Van Klooster herinneren nog aan het voormalige klooster. Ook de naam van verzorgingshuis Mariënburg aan de Burgemeester Grothestraat verwijst naar het verdwenen Brigittijnenklooster.